# Jacopo Melani
Jacopo Melani (Pistoia, 6 juillet 1623 – Pistoia, 18 août 1676) est un compositeur, organiste et chanteur italien, frère du compositeur Alessandro et du chanteur Atto.

## Biographie
Jacopo Melani est l'aîné des fils de Domenico et Camilla Giovannelli, une éminente famille de musiciens, où l'enfant pratique la musique et le chant.
À partir de 1645, il est organiste, puis maître de chapelle à la Cathédrale de San Zeno à Pistoia.
En 1644, il se produit à la cour de Paris et en 1647, il joue Jupiter lors de la création de l'Orfeo de Luigi Rossi avec Atto Melani et Marc'Antonio Pasqualini au Palais-Royal. Devenu prêtre, il poursuit sa carrière théâtrale.
À la même époque, il est nommé organiste à la Congrégation du Saint-Esprit et collabore avec de grandes académies de Florence, qui organisent les grands spectacles de musique.
Jacopo Melani compose plusieurs opéras-comiques : La Tancia o il Podestà di Colognole à l'occasion de l'inauguration du Teatro della Pergola à Florence (1657), Il pazzo per forza (1658) au Teatro della Pergola, Il vecchio burlato (1659) au Teatro della Pergola et La serva mobile (1660). En 1657, est créé l'opéra Scipione in Cartagine au Teatro del Cocomero (la musique en est perdue).
Il compose également de l'opera seria : Ercole in Tebe, mis en scène en 1661, avec le ténor Antonio Cesti et Giovanni Francesco Grossi au Teatro della Pergola, à l'occasion du mariage du prince Cosme III avec Marguerite-Louise d'Orléans. En 1668, Il girello sur un livret de Filippo Acciaiuoli est créé au Palazzo Colonna à Rome ; en 1669, Il ritorno di Ulisse au Palais des Médicis de Florence, en 1670 Enea in Italia, au Palais des Médicis et en 1674 Tacere et amare au Teatro del Cocomero à Florence.
Ses œuvres ont été héritées par les pères de la Congrégation de Chiodo, de sa ville natale ou achetées par le grand-duc de Toscane.
Elles mettent également en évidence ses sept frères, parmi lesquels Alessandro, maître de chapelle et compositeur d'oratorios et de motets.